# Нар Бахадур Бхандарі
Нар Бахадур Бхандарі (Nar Bahadur Bhandari; 5 жовтня 1940, Соренґ — 16 липня 2017, Делі) — колишній прем'єр-міністр індійського штату Сіккім від партії Сіккім Джаната Парішад, а потім Сіккім Санґрам Парішад. Він був призначений прем'єр-міністром в 1979 році за результатами виборів, після періоду нестабільності у штаті. Він залишався на посаді в результаті виборів 1984 і 1989 років, але програв Павану Кумару Чамлінґу в 1994 році. Партія Чамлінґа, Сіккімський демократичний фронт, виграла всі вибори з того часу.
У 2008 році Нара Бахадура Бхандарі та дев'ять інших сіккімських політиків було звинувачено у махінаціях з постачанням води в штаті. Бхандарі було засуджено до 6 місяців ув'язнення та штрафу в 10 тис. рупій [Архівовано 29 жовтня 2008 у Wayback Machine.].